# اچ‌ام‌اس هود (۱۸۹۱)
اچ‌ام‌اس هود (۱۸۹۱) (به انگلیسی: HMS Hood (1891)) یک کشتی است که طول آن ۴۱۰ فوت ۵ اینچ (۱۲۵٫۱ متر) می‌باشد. این کشتی در سال ۱۸۹۱ ساخته شد.